# اندیس آنومالی اسپهرود
آنومالی اسپهرود یک اندیس فلزی است که در حوالی شهر بیرجند استان خراسان قرار دارد و مادهٔ معدنی موجود در آن، طلا است.سنگ میزبان این اندیس آمیزه رنگین، شیل، ماسه سنگ، توف ماسه‌ای و سنگ‌های الترابازیک است  در این اندیس، پاراژنز‌های منیتیت، هماتیت، کرومیت، گارنت، پیروکسن، لیمونیت، اپیدوت، روتیل، آپاتیت یافت می‌شوند.